# Iglesia de Santa Elena (Ledesma)
La iglesia de Santa Elena es un templo católico ubicado en el municipio español de Ledesma, en la provincia de Salamanca.

## Descripción
Construido en estilo románico, el edificio se encuentra en la localidad salmantina de Ledesma, en la comunidad autónoma de Castilla y León.
Fue declarada monumento histórico-artístico, de carácter nacional, el 13 de abril de 1983, mediante un decreto publicado el 11 de junio de 1983 en el Boletín Oficial del Estado, con la rúbrica del rey Juan Carlos I y del entonces ministro de Cultura Javier Solana. En la actualidad cuenta con el estatus de bien de interés cultural.